# Hanhijärvi (sjö i Finland, lat 61,40, long 27,28)
Hanhijärvi är en sjö eller den nordostligaste delen av sjön Kuolimo i S:t Michel kommun i Södra Savolax. Hanhijärvi ligger 77 meter över havet. I omgivningarna runt Hanhijärvi växer i huvudsak blandskog.